# ElDiario.es
elDiario.es (die Tageszeitung) ist ein unabhängiges spanisches Onlinemedium, online seit dem 18. September 2012. Chefredakteur ist Ignacio Escolar, der Gründer und von 2007 bis 2012 Chefredakteur der spanischen Público war. Nach der Schließung der Printausgabe von Público 2012 übernahm elDiario.es den Großteil der Redaktion. Herausgeber von elDiario.es ist Diario de Prensa Digital, S.L., die 2016 Einnahmen von 3.680.172 Euro und Ausgaben von 3.184.280 Euro verzeichnete, sodass ein Gewinn von 340.030 Euro zu verzeichnen war. Die Gesellschaft gehört zu über 70 % den bei dem Medium Beschäftigten. Zusätzlich zur täglich mehrmals aktualisierten Online-Ausgabe gibt elDiario.es außerdem alle drei Monate ein Print-Magazin heraus, Cuadernos, in dem Themen vertieft werden.
Die politische Ausrichtung des Mediums ist als linksgerichtet zu beschreiben.
Seit 2020 existiert neben mehreren spanischen Regionalausgaben außerdem die Seite elDiarioAR, die argentinische Ausgabe und damit die erste des Mediums in Lateinamerika.